# فريدريك قاولد
فريدريك قاولد (بالإنجليزية: Frederick Gould)‏ هو نقابي وسياسي بريطاني (وحمل سابقاً جنسية المملكة المتحدة لبريطانيا العظمى وأيرلندا)، ولد في 28 يونيو 1879، وتوفي في 23 فبراير 1971. حزبياً، نشط في حزب العمال. في الانتخابات العامة في المملكة المتحدة 1923 ‏، انتخب عضو برلمان المملكة المتحدة الـ33 عن دائرة Frome (UK Parliament constituency) ‏ (6 ديسمبر 1923 – 9 أكتوبر 1924) وفي الانتخابات العامة في المملكة المتحدة 1929 ‏، انتخب عضو برلمان المملكة المتحدة الـ35 عن دائرة Frome (UK Parliament constituency) ‏ (30 مايو 1929 – 7 أكتوبر 1931).